# António Garrido
António José da Silva Garrido (ur. 3 grudnia 1932, zm. 10 września 2014) – portugalski sędzia piłkarski. Występował jako arbiter światowej federacji FIFA od 1972. Z zawodu był księgarzem.
Uczestniczył w finałowych turniejach trzech dużych imprez piłkarskich – mistrzostw świata w 1978 i 1982 oraz mistrzostw Europy w 1980. W meczach eliminacyjnych obu wspomnianych mundiali prowadził cztery mecze. Na mistrzostwach świata w 1978 sędziował mecz Argentyny z Węgrami, a w 1982 dwa mecze Francuzów – przeciwko Anglii i Polsce (o III miejsce), ponadto w obu turniejach po dwa mecze sędziował na linii. Był najstarszym arbitrem hiszpańskiego mundialu. W 1980 sędziował finał Pucharu Europy Mistrzów Klubowych (wygrana Nottingham Forest z Hamburger SV).